# Aphyocharax alburnus
Aphyocharax alburnus är en fiskart som först beskrevs av Günther, 1869.  Aphyocharax alburnus ingår i släktet Aphyocharax och familjen Characidae. Inga underarter finns listade i Catalogue of Life.